# ماهی مرکب باله‌دراز
ماهی مرکب باله‌دراز (نام علمی: Loligo forbesii) نام یک گونه از تیره ماهی‌های مرکب قلمی است.